# Marie-Elizabeth Ducreux
Marie-Elizabeth Ducreux (12. srpna 1950 Caen, Francie) je francouzská historička, jejíž výzkumná práce je zaměřená na náboženské dějiny střední Evropy v raném novověku. Působí v Centre national de la recherche scientifique (CNRS) v rámci Historického výzkumného ústavu (Centre de recherches historiques]) v École des hautes études en sciences sociales (EHESS). Její výzkumná práce mimo jiné dotazuje etablovaný pojem „barokní zbožnosti“, do kterého nahlíží v širokém antropologickém, sociálním a politickém kontextu protireformace v zemích habsburské monarchie. Francouzské, české a středoevropské autority víckrát ocenily její vědeckou práci a její nasazení ke sblížení vědců a intelektuálů z Francie a střední Evropy.[zdroj?]

## Vzdělání a profesní kariéra
Marie-Elizabeth Ducreux vystudovala historii, literaturu a slavistiku (tj. zejména český a ruský jazyky a kultury) a svoje historické vzdělání doplnila při seminářích Jeana Delumeaua. V roce 1982 obdržela doktorát na Univerzitě Paříž III po obhajobě disertační práce nazvané „Hymnologia Bohemica. Cantionnaires tchèques de la Contre-Réforme, 1588–1764“ (Hymnologia Bohemica. České protireformační kancionály, 1588–1764). Poté nastoupila do francouzského Národního institutu vědeckého výzkumu (CNRS) jako Chargée de recherche 2. třídy (1983) (1. třídy už v roce 1985) s působením na Historickém výzkumném ústavu (CRH) v Ecole des hautes études en sciences sociales (EHESS) v Paříži.
Jako vědecká attachée pro humanitní vědy v Československu pak v České republice od roku 1991 do roku 1994 přispěla spolu s Antoinem Marèsem a Jacquesem Rupnikem k založení Francouzského ústavu pro výzkum ve společenských vědách v Praze (CEFRES), který vedla od roku 1991 do roku 1993 jako jeho první ředitelka.
Poté co v roce 2003 obhájila svoji habilitaci, v roce 2014 se stala ředitelkou výzkumu (directrice de recherche) v CNRS.
V zahraničí hostovala ve výzkumných institucích: v Collegiu Budapest, později Institutu pro pokročilé studie Středoevropské univerzity (Central European University, CEU) v Budapešti v akademických letech 1996–1997, 2002 a 2010–2011, a v letech 2012–2014 také v Centru Marc-Bloch v Berlíně.
Její výzkumná práce je začleněná do LabEx HASTEC – Hagiographie, sainteté royale et sainteté locale. Pratiques cultuelles et patronage symbolique dans l’Europe de la fin du XVIe siècle au milieu du XVIIIe siècle. Od roku 2022 předsedá mezinárodní redakční výbor pro vydávání kompletního díla Jana Amose Komenského.
Dnes je emeritní vedoucí výzkumu (directrice de recherche) v CNRS, členkou Centre de recherches historiques (CRH) v EHESS.

## Výzkumná práce
V kontextu zemí habsburské monarchie raného novověku se Marie-Elizabeth Ducreux zabývá sociálními a kulturními dějinami náboženských jevů s ohledem na jejich politické souvislosti. Hlavní oblastí jejího výzkumu jsou České a Uherské království, rekatolizace českých zemí v 17. a 18. století, liturgie, kult svatých, zbožnost, a devoční praktiky, mezi něž patří i četba. Její nedávné[kdy?] výzkumné práce se týkají posvátnosti a symbolické politiky v Českém a Uherském království v 17. století (nápř. kult státních svatých jako svatý Václav, Štěpán či Kazimir), které zkoumá prizmatem interakcí mezi lokálními církevními a politickými aktéry, panovníky a papežstvím.
Její práce se vyznačuje hloubkou a rozsahem znalosti archivních pramenů, mezinárodního výzkumu z oblasti historie, humanitních a společenských věd, ale též (díky široké jazykové vybavenosti) národních historiografií jednotlivých zemí střední Evropy. Její bádání pojímá široké spektrum dalekosáhlých problematik ve středoevropském kontextu, jehož rozmanitost opakovaně vyzdvihuje: kolektivní a naboženské identity, národní historiografie, budováním státu, využívání historie, pohyb obyvatelstva a náboženských praktik. Ve svých seminářích v EHESSu Marie-Elizabeth Ducreux přispěla k učení o „budování politických kategorií“ (zvlášť pojmů svrchovanosti, teritoriality, a dvojice podřízenost/nadvláda) a přednášela „srovnávací dějiny střední Evropy od 1700 do současnosti“.

## Kolektivní odpovědnosti
Tím, že vedla výzkumy v Československu od doby tzv. normalizace, sehrála spolu s Jacquesem Rupnikem a Antoinem Marèsem významnou úlohu při zakládání Francouzského ústavu pro výzkum ve společenských vědách (CEFRES) v Praze, když po pádu Berlínské zdi v roce 1989 francouzské Ministerstvo Zahraničních věcí usilovalo o znovunavázání akademických a vědeckých vztahů se střední Evropou. CEFRES posléze vedla jako první ředitelka od roku 1991 do roku 1993.
Nejen svým nasazením a podporou pracovníků ústavu, ale též svým dalším institucionálním působením podporuje[zdroj?] rozvoj českého vědeckého výzkumu a obohacení francouzského výzkumu o střední Evropě, zejména zemích Visegrádské čtyřky.
Od roku 1994 do roku 1996 vedla Marie-Elizabeth Ducreux část programu „Europe“ CNRS, jež se věnovala zemím střední a východní Evropy. V rámci sekce Humanitních a sociálních věd CNRS, byla chargée de mission pro mezinárodní vztahy v Evropě („Relations Internationales Europe“) v letech 1997 a 1998. Od roku 2004 do roku 2012 byla členkou kanceláře Section 33 (Mondes modernes et contemporains) v CNRS.
V rámci Centra pro historický výzkum (CRH, EHESS) byla od roku 2001 do roku 2003 odpovědná za vědeckou spolupráci programu PAI Proteus s lublaňským Institutum Studiorum Humanitatis (Slovinsko).
Byla přivolená francouzskou radou pro evaluaci vysokého školství a výzkumu (AERES později HCERES) v letech 2008, 2010 a 2011 jako expertka. Dále byla členkou výboru odborníků „Civilisations“ v Národním institutu orientálních jazyků a civilizací INALCO.
Mimo Francii se Marie-Elizabeth Ducreux stala členkou Akreditační komise vysokého školství v České republice (dnes[kdy?] Národní akreditační úřad vysokého školství) od roku 1998 do roku 2006. Poté od roku 2008 do roku 2012 působila u slovinského Ministerstva Školství a Vysokého školství jako expertka pro quadriální výzkumné programy.
Od roku 2015 do roku 2023 byla předsedkyní mezinárodní rady Univerzity Karlovy.

## Odměny a vyznamenání (výběr)
- Čestná členka Nemzetközi Magyar Filológiai Társaság (Mezinárodní společenství maďarské filologie), 2021
- Čestná členka Sdružení historiků České republiky, 2018
- Čestná zlatá oborová medaile Františka Palackého z Akademie věd České republiky (1993)
- Stříbrná medaile Univerzity Karlovy v Praze
- Medaile Jana Amose Komenského českého Ministerstva kultury
- Medaile českého Ministerstva školství, mládeže a tělovýchovy
- Doctorat Honoris causa Univerzity Karlovy v Praze, 2009
- Chevalier řádu Légion d’honneur Francouzské republiky,

## Monografie (autorka či vedoucí publikace)
- Marie-Élizabeth Ducreux, Kultura – zbožnost – symbolická politika. Proměny společnosti ve střední Evropě v 17. a 18. století, Prague, Karolinum, 2023, https://karolinum.cz/en/books/ducreux-kultura-zboznost-symbolicka-politika-27942

- Marie-Élizabeth Ducreux (dir.), Dévotion et légitimation. Patronages sacrés dans l’Europe des Habsbourg, Liège, Presses universitaires de Liège, 2023. DOI : 10.4000/books.pulg.8897 https://books.openedition.org/pulg/8897
Recenze: Xavier Galmiche, « Marie-Elizabeth Ducreux (dir.), Dévotion et légitimation. Patronages sacrés dans l’Europe des Habsbourg », Revue des études slaves, XCI-4 | 2020. DOI : https://doi.org/10.4000/res.3942
- Isabelle Backouche, Fanny Cosandey, Marie-Elizabeth Ducreux, Christophe Duhamelle, Elie Haddad, Laurent Joly, Borders, Thresholds, Boundaries: A Social History of Categorizations, L’Atelier du CRH, n° 22bis, 2021. https://doi.org/10.4000/acrh.12036 https://journals.openedition.org/acrh/12036 en français : Frontières, Seuils, Limites : histoire sociale des catégorisations, L’Atelier du CRH, 21bis, 2020. https://doi.org/10.4000/acrh.10678
- Marie-Elizabeth Ducreux, Xavier Galmiche, Martin Petras et Vít Vlnas (dir.), Baroque en Bohême, Lille, Université de Lille 3, 2009 (Editions Travaux et Recherches[nedostupný zdroj]) ISBN 978-2-84467-113-4
- Marie-Elizabeth Ducreux et Pierre-Antoine Fabre (dir.), Sanctuaires et transferts de cultes, Cahiers du Centre de Recherches Historiques, EHESS, Paris, 2008. https://doi.org/10.4000/ccrh.3407
- Marie-Elizabeth Ducreux, Antoine Marès (dir.), Masaryk, un intellectuel européen en politique, 1850-1937, Paris, Institut d’études slaves, 2007, 247 pages.  ISBN 978-2-72040429-0
- Marie-Elizabeth Ducreux, Martin Svatoš (dir.) Libri prohibiti. La censure dans l’espace habsbourgeois, 1650-1850, avec, Leipzig, Leipziger Universitätsverlag, 2005, 243 p.  ISBN 3-86583-037-4
- Marie-Elizabeth Ducreux, Antoine Marès (dir.), Enjeux de l'histoire en Europe centrale, Paris, L'Harmattan, 2002.  ISBN 2-7475-1985-6
- Marie-Elizabeth Ducreux (dir.), Dévotion et Légitimation. Histoire et Nation en Europe centrale et orientale, Paris, INRP, 2000. https://doi.org/10.4000/histoire-education.632
- Marie-Elizabeth Ducreux, Hinnerk Bruhns et G. Klaniczay (dir.), Les tensions du post-communisme, Budapest, Collegium Budapest, 1998. ISBN 978-9638463708
- Marie-Elizabeth Ducreux, (avec Alain Bideau et Jacques Dupâquier), Le Prénom. Mode et Histoire, Paris, Editions de l'Ecole des Hautes Etudes en Sciences Sociales, 1984.
Recenze napsal Guy Desplanques v Revue française de sociologie Année 1986 27-2 pp. 339-340 na persee.fr

## Překlad
Bohumil Hrabal – Marie-Elizabeth Ducreux (trad. avec Milena Braud) : Les millions d'Arlequin, Paris, Seuil, 1997.

## Osobní rozhovory v mediích
- Marie-Elizabeth Ducreux-Lakits et al., « Histoire de l'Empire des Habsbourg. Entretien avec Marie-Elizabeth Ducreux-Lakits (CNRS, Paris), réalisé par Peter Stockinger (INALCO, Paris). », MédiHAL, l'archive ouverte de photographies et d'images scientifiques. online
- Marie-Elizabeth Ducreux : « J’avais l’impression de vivre un évènement qui n’arrive qu’une ou deux fois par siècle ». Entretien réalisé par Anne-Claire Veluire. Radio Prague international, 20/11/2009. online
- Zdeněk Hojda – Jiří Pokorný – Jan Urban, « Un mystère est présent à Prague. Entretien avec Marie-Elizabeth Ducreux », Dějiny a současnost 16, 1994, n° 1, s. 40-44.